# Ousmane Diop
Ousmane Diop (9 dicembre 1975) è un ex calciatore senegalese, di ruolo difensore.

## Carriera

### Club
Ha giocato nel campionato senegalese, greco e bulgaro.

### Nazionale
Con la maglia della nazionale ha partecipato alla Coppa d'Africa nel 2000.